# Tardes (gemeente)
Tardes is een gemeente in het Franse departement Creuse (regio Nouvelle-Aquitaine) en telt 137 inwoners (2005). De plaats maakt deel uit van het arrondissement Aubusson.

## Geografie
De oppervlakte van Tardes bedraagt 22,0 km², de bevolkingsdichtheid is 6,2 inwoners per km².

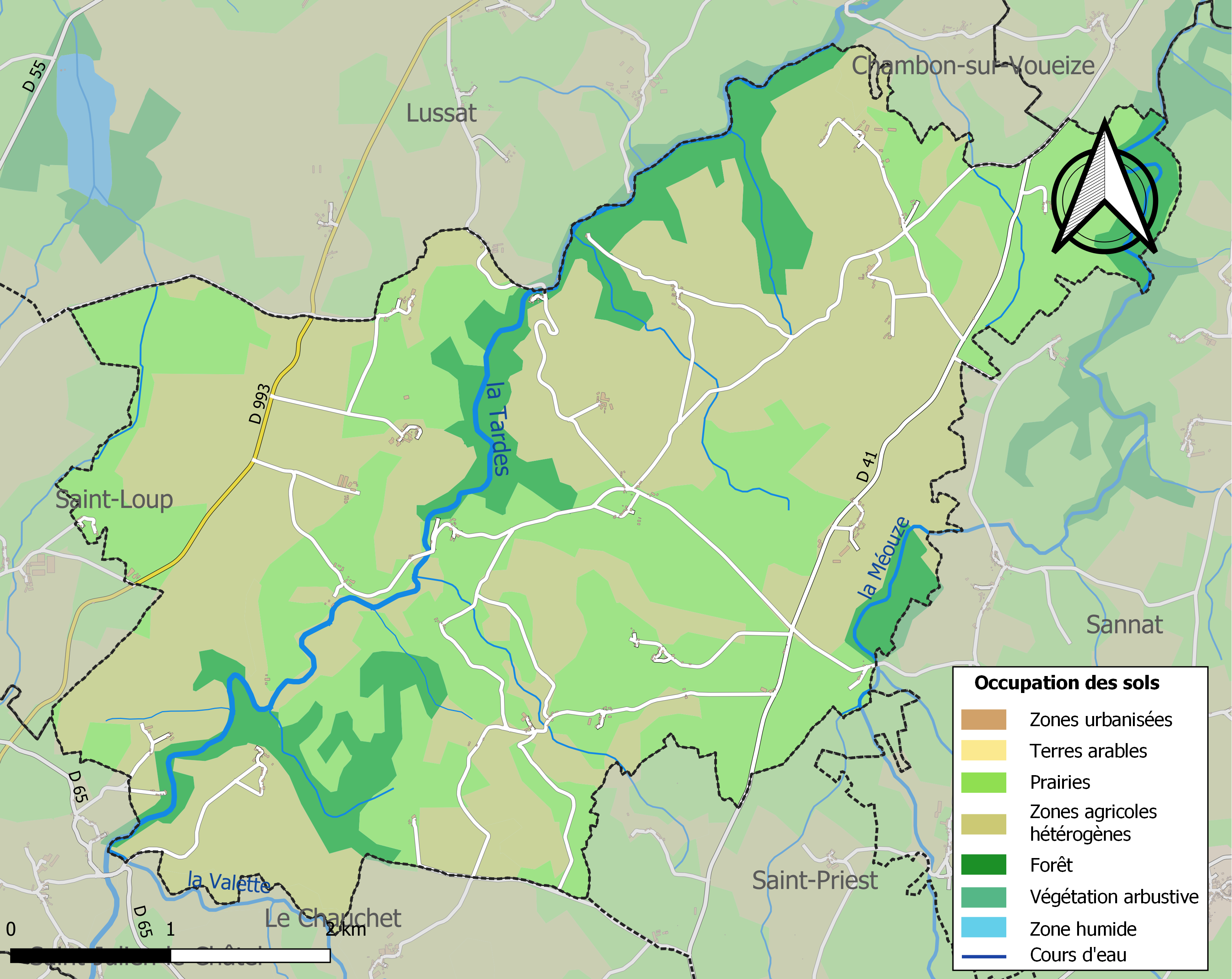
Kaart van de gemeente met de belangrijkste infrastructuur, bodemgebruik en omliggende gemeenten

## Demografie
Onderstaande figuur toont het verloop van het inwonertal (bron: INSEE-tellingen).